# Calle 125 (línea de la Séptima Avenida–Broadway)
Calle 125 es una estación en la línea de la Séptima Avenida-Broadway del Metro de Nueva York. La estación se encuentra localizada en Harlem, Manhattan entre Broadway y la Calle 125, y es servida las 24 horas por los trenes del servicio 1.

## Reseña
Es la única estación del corto Viaducto Manhattan Valley que es elevado, en la cual conecta por un puente el Manhattan Valley de las calles 122 a la 135. Esta zona es llamada como Manhattanville, y el viaducto fue agregado al Registro Nacional de Lugares Históricos en 1983.

## Galería de imágenes

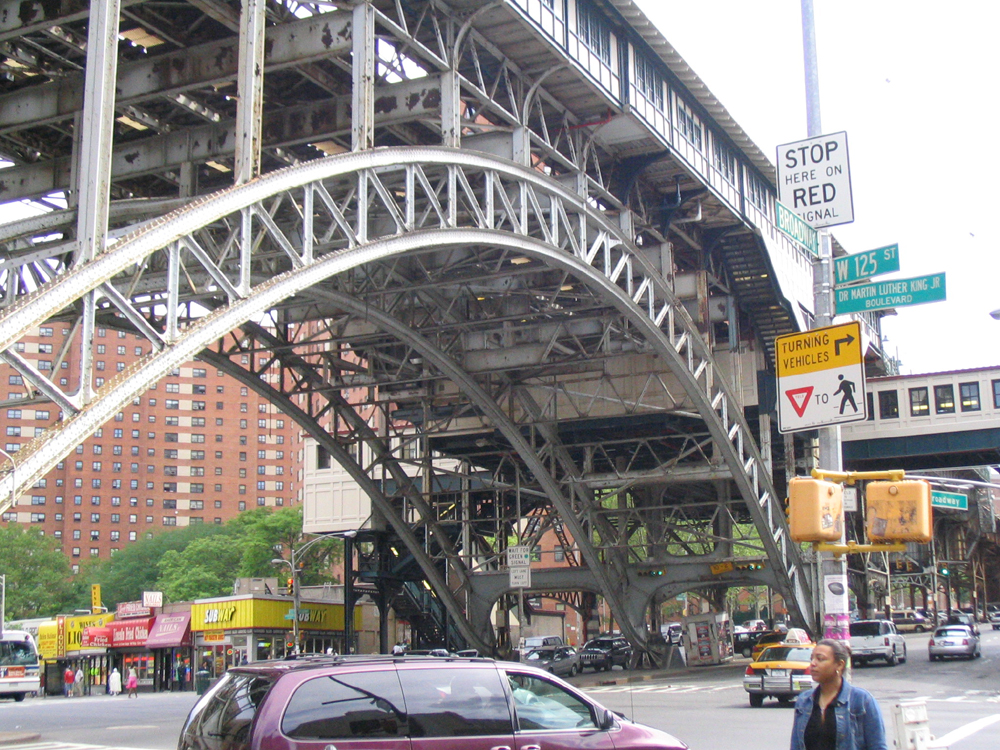
La estación cerca de Broadway.
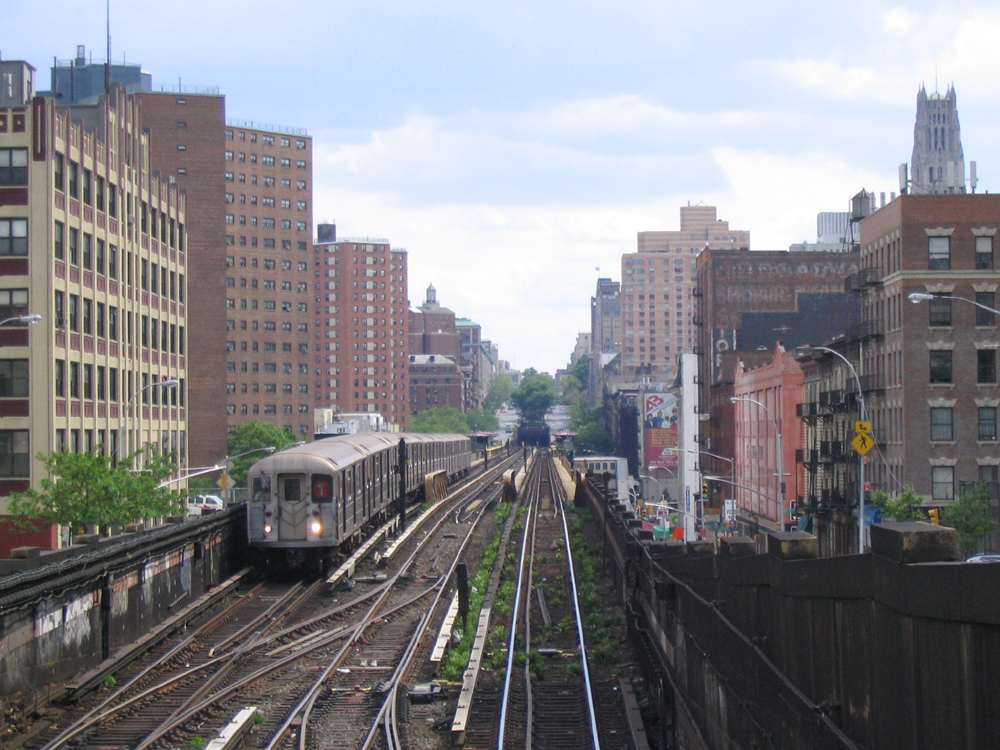
Las vías con vista al sur de la estación, y se puede ver un tren del Servicio 1.
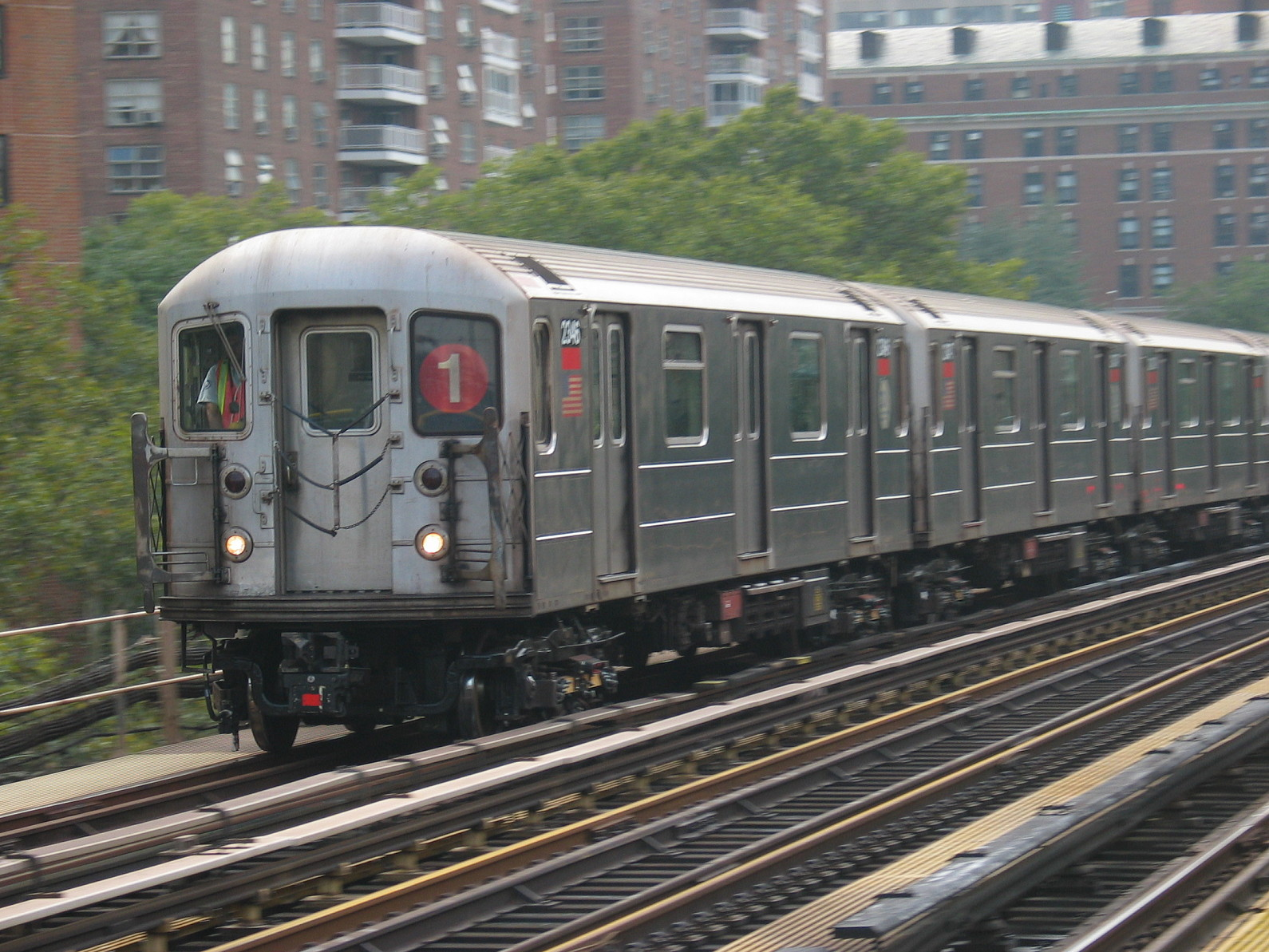
El tren del Servicio 1 llegando a la estación de la Calle 125.